# Циліарні відростки
Циліарні відростки (лат. processus ciliares) — численні виступи на передньовнутрішній поверхні циліарного тіла, що відповідають за утворення водянистої вологи ока. Місце прикріплення циннової зв’язки.

## Будова
Циліарні відростки розташовані по кругу і утворюють за райдужною оболонкою навколо кришталика своєрідне «жабо». Сукупність циліарних відростків називають циліарною короною (corona ciliaris).  Від основи циліарних відростків відходять  передні волокна циннової зв’язки (зв’язка, що підвішує кришталик); вони направляються до задньої поверхні кришталика і, після перехресту з передніми зонулярними вокнами, прикріплюються недалеко від екватора кришталика.
Кількість циліарних відростків варіює в межах 60-80, вони розміщені радіально один біля одного. Довжина циліарних відросткі в середньому становить 2 мм, висота 1 мм. Причому найвища частина відростка знаходиться зі сторони кришталика.
Задньовнутрішня поверхня циліарного тіла, де відростків нема називається циліарним кругом (orbiculus ciliaris) або плоским відділом (pars plana).
Циліарні відростки ззовні покриті двохшаровим епітелієм. Внутрішній шар пігментований, зовнішній — не пігментований. Саме непігментований епітелій відповідає за утворення водянистої вологи. Строма утворена гладком’язовими клітинами циліарного м’язу, що пронизана густою сіткою кровоносних судин і нервів. 
До кожного циліарного відростка підходить одна артеріола, що розгалужується на відносно широкі капіляри. Ендотелій цих капілярів фенестрований, має відносно великі міжклітинні пори, внаслідок чого стінка цих капілярів є високопроникною. Епітелій циліарних відростків активно адсорбує різні речовини (амінокислоти, глюкоза, імуноглобуліни та ін.) і виділяє їх з водянистою вологою в задню камеру ока.